# Notre Musique
Notre Musique è un film del 2004 scritto e diretto da Jean-Luc Godard.
Il film, diviso in tre parti ispirate alla Divina Commedia (un prologo e un epilogo di dieci minuti ciascuno e una parte centrale che occupa la maggior parte del film), è una riflessione sulla violenza, sulla guerra e sulla morale e sulla rappresentazione delle prime due nel cinema, in particolare quella del colonialismo europeo e del conflitto israelo-palestinese.

## Trama

### Royaume 1 - Enfer
Un montaggio non narrativo di filmati d'archivio e spezzoni di film western e bellici classici che mostrano scene di violenza, guerra e privazione, inframmezzate da una voce femminile che legge citazioni sulla natura umana di Montesquieu.

### Royaume 2 - Purgatoire
Godard, che interpreta se stesso, sta aspettando all'aeroporto di partire per una conferenza a Sarajevo. Incontra Ramos Garcia, un israeliano naturalizzato francese, che parteciperà alla conferenza come interprete. Ramos non vede l'ora di incontrare la nipote, Olga Brodsky, che vive in Francia. Un'altra giovane donna presente alla conferenza, Judith Lerner, giornalista di Tel Aviv, cerca di intervistare l'ambasciatore francese sulle relazioni tra Israele e Palestina. In seguito intervista il poeta Mahmoud Darwish, secondo il quale l'oppressione dei palestinesi definirebbe la natura dello stato di Israele. Tra questi incontri, Judith osserva la città e visita il ponte di Mostar, dove legge Emmanuel Levinas.
Nel frattempo, Olga assiste alla conferenza di Godard sui rapporti tra immagine e testo. Il regista affronta molti altri argomenti, tra cui la sua avversione per il montaggio basato su campo-controcampo. Godard spiega che presentare due personaggi in questo modo, inquadrati in modo identico, cancellerebbe le loro differenze.  Più tardi Olga incontra suo zio Ramos e discute con lui il problema filosofico del suicidio.
Dopo la conferenza, Godard torna a casa e, mentre innaffia il suo giardino, riceve una telefonata da Ramos Garcia. L'uomo gli racconta di una donna che è corsa in un teatro e ha dichiarato di avere una bomba nella borsa. Ha chiesto che una persona morisse con lei per la pace in Medio oriente e la polizia le ha sparato. Quando hanno aperto la borsa, hanno trovato solo libri. Garcia dice a Godard che è sicuro che fosse Olga.

### Royaume 3 - Paradis
Olga vaga contemplativa in uno scenario idilliaco in riva al lago che sembra essere sorvegliato dai marines americani.

## Distribuzione
È stato presentato in anteprima il 16 maggio 2004 al 57º Festival di Cannes, fuori concorso.

## Riconoscimenti
- 2004 - European Film Awards
  - Candidatura per la miglior attrice a Sarah Adler
  - Candidatura per la miglior sceneggiatura a Jean-Luc Godard
- 2004 - Festival internazionale del cinema di San Sebastián
  - Film dell'anno, secondo FIPRESCI
- 2005 - National Society of Film Critics Awards
  - Candidatura per il miglior film in lingua straniera